# سیرا مادره جنوبی
سیرا مادره دل سور (به اسپانیایی: Sierra Madre del Sur) یک رشته‌کوه در مکزیک است که در Michoacan, Guerrero, Oaxaca واقع شده‌است. سیرا مادره دل سور ۳٬۷۲۰ متر بالاتر از سطح دریا واقع شده‌است.